# Anillo Vyne
El anillo Vyne o anillo de Silviano es un anillo de oro, que data probablemente del siglo IV, descubierto en 1785 en un campo arado cerca de Silchester, en Hampshire (Inglaterra, Reino Unido). Aparentemente fue propiedad de un britorromano llamado Silviano, y fue robado por otra persona llamada Seneciano, sobre la que Silviano lanzó una maldición.  
En 1929, durante las excavaciones del emplazamiento del templo romano de Nodens en Lydney Park, el arqueólogo Sir Mortimer Wheeler descubrió allí detalles de la maldición. Como Wheeler consultó a J. R. R. Tolkien datos del nombre del dios invocado en la imprecación, este anillo y su maldición pudieron haber inspirado el Anillo Único de El hobbit y El Señor de los Anillos.
Tras su descubrimiento en el siglo XVIII, el anillo pasó a las manos de la familia Chute, cuya casa de campo era conocida como «The Vyne», también en Hampshire, hoy propiedad del National Trust. En abril de 2013 el anillo salió de su biblioteca para una exposición.

## Descripción

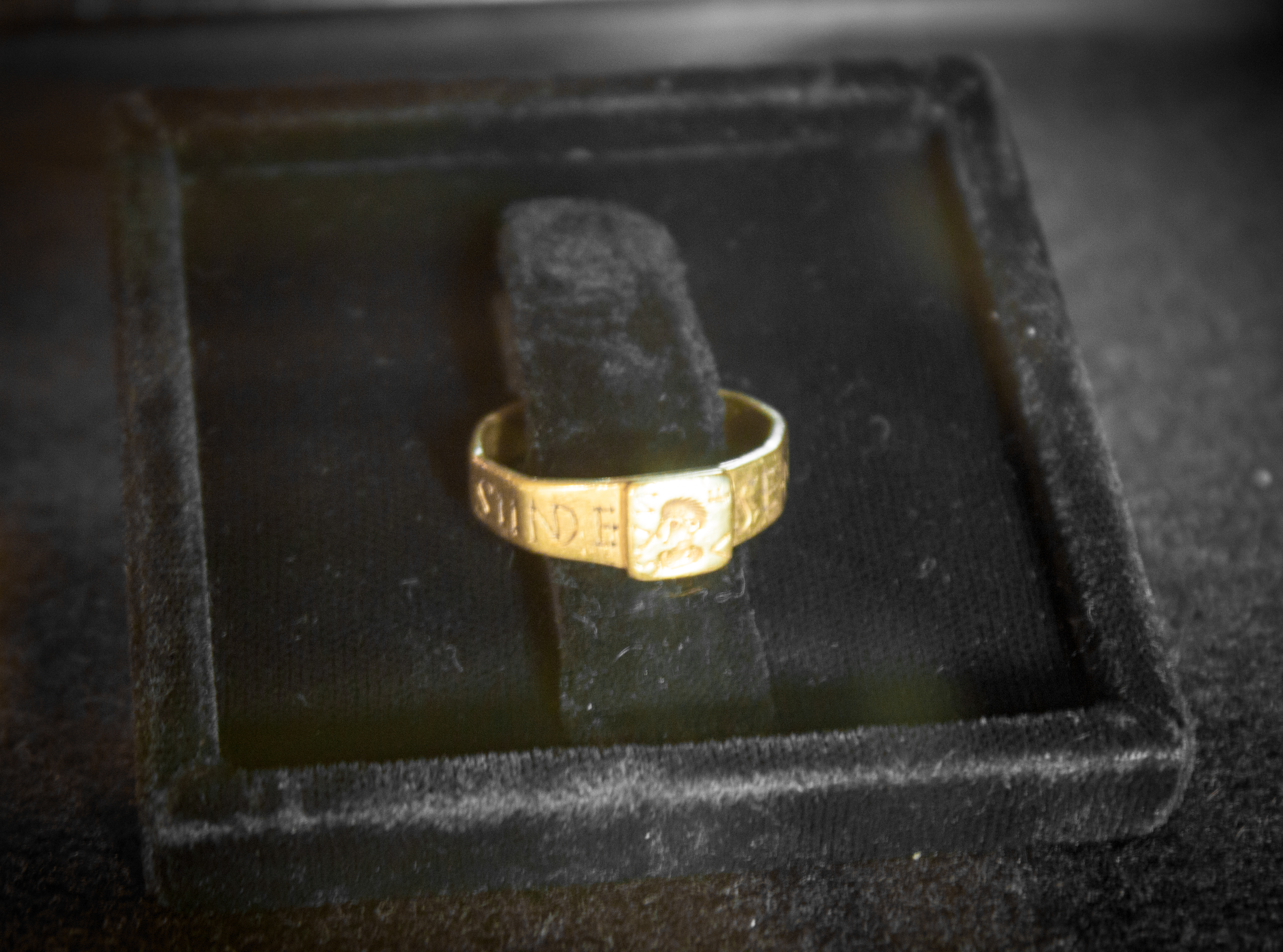
El anillo de Silviano.

El anillo de Silviano es mayor de lo habitual en las piezas de su tipo, pues tiene 25 mm de diámetro y pesa 12 g, habiendo sido quizá fabricado con la intención de usarlo sobre un guante. El aro del anillo tiene diez facetas. La parte ancha es un cuadrado biselado con una imagen de la diosa Venus grabada. A un lado están las letras «VE» y al otro «NVS», en escritura especular. De esa manera, al usarlo como un sello sobre lacre u otro material, el busto y las letras cambian de sentido y aparecen en su posición natural.  
En el aro están grabadas las palabras «SENICIANE VIVAS IIN DE». La frase tiene dos errores: la «I» de «IN» está duplicada, y ello no deja sitio para la última letra, que debiera haber sido una «O». La inscripción corregida es «SENICIANE VIVAS IN DEO» —un propósito común entre los cristianos romanos, que significa ‘Seneciano, que vivas en Dios’—.

## Historia
El anillo de Silviano fue descubierto en 1785 en el campo arado de una granja cercana a Silchester, una localidad de Hampshire de origen romano y localización de muchos descubrimientos arqueológicos. No se sabe cómo llegó el anillo a la hacienda llamada «The Vyne», también en Hampshire, pero es probable que el granjero que encontró el anillo se lo vendiera a la familia Chute, propietaria de la mansión, conocida por su interés en la historia y las antigüedades. El propietario de la hacienda en 1888, Chaloner Chute, escribió sobre el anillo en una historia de la casa.
A principios del siglo XIX se descubrió una placa de plomo, del tipo conocido como «tablilla de maldición» o defixio, en el emplazamiento de un templo romano dedicado al dios Nodens en Lydney (Gloucestershire), a unos 130 km de The Vyne. La placa tenía inscrita una maldición en latín:

DEVO NODENTI SILVIANVS ANILVM PERDEDIT DEMEDIAM PARTEM DONAVIT NODENTI INTER QVIBVS NOMEN SENICIANI NOLLIS PETMITTAS SANITATEM DONEC PERFERA VSQVE TEMPLVM DENTIS
Al dios Nodens. Silviano ha perdido un anillo y donará la mitad [de su valor] a Nodens. A quienes se llamen Seneciano no permitas que gocen de buena salud mientras no devuelvan el anillo al templo de Nodens.
— Evans, 2012.

En 1929, el arqueólogo Sir Mortimer Wheeler estaba excavando en el yacimiento de Lydney Park y estableció una conexión entre el anillo con el nombre de Seneciano y la tablilla de maldición con el mismo nombre. Wheeler solicitó la ayuda de J. R. R. Tolkien, en su calidad de profesor de anglosajón en la Universidad de Oxford, para investigar la etimología del nombre «Nodens» referido en la maldición. Como resultado de este encargo, Tolkien escribió el breve ensayo titulado «The Name ‘Nodens’».
El anillo de Silviano permaneció en la biblioteca de The Vyne durante mucho tiempo con escasa difusión, pero saltó a los medios de comunicación de masas en abril de 2013, cuando se montó en la mansión una exposición sobre él, con el anillo original y una reproducción de la inscripción de la tablilla de maldición.

## Inspiración de Tolkien
Se conjetura con que Wheeler, durante sus conversaciones con Tolkien sobre el nombre «Nodens» de la tablilla de maldición, podría haber hablado con él también sobre el anillo de The Vyne, que le resultaba tan familiar y relacionado con la tablilla. El «Anillo Único» es un elemento fundamental en la trama de El hobbit (publicada en 1937) y El Señor de los Anillos (1954). En el legendarium de Tolkien, el Anillo Único fue forjado por el señor oscuro Sauron para esclavizar a los pueblos libres de la Tierra Media. Cuando se calentaba al fuego se hacía visible sobre su aro una inscripción en una de las lenguas construidas por Tolkien, la «lengua negra de Mordor». Se cree que otros aspectos de la arqueología en la zona de Lydney también podrían haber influido en los escritos de Tolkien, como un fuerte de la Edad del Hierro conocido como Dwarf's Hill (‘colina del enano’).
La Tolkien Society ha promovido la exposición de la «Sala del Anillo» de The Vyne, en la que se exponen el anillo de Silviano sobre una plataforma rotativa, una primera edición de El hobbit y una copia de la tablilla de maldición. También se ha montado un «campo de juegos de aventuras en la Tierra Media» en las inmediaciones. Lynn Forest-Hill, de la Tolkien Society, expresó su satisfacción por haberse encontrado una posible fuente material del Anillo Único descrito en las novelas de Tolkien, afirmando que todas las fuentes anteriormente citadas eran literarias, como Der Ring des Nibelungen, o legendarias, como el Andvarinaut.